# 潜江市人民政府
30°24′16″N 112°53′39″E / 30.40449°N 112.89430°E
潜江市人民政府，简称潜江市政府，是中华人民共和国湖北省潜江市的最高行政机关。前称潜江县人民政府，1988年因潜江撤县建市而更名。

## 沿革
中华人民共和国成立后，潜江县划归荆州行政督察专员公署。1988年5月，经中华人民共和国国务院批准，撤县设市，政府改为潜江市人民政府。1994年10月，被列为湖北省直管市。

## 机构设置
- 潜江市人民政府办公室
- 潜江市气象局
- 国家税务总局潜江市税务局
- 潜江市招商服务中心
- 潜江市住房公积金中心
- 潜江市文化和旅游局
- 市小龙虾产业发展促进中心
- 潜江市科学技术局
- 潜江市自然资源和城乡建设局
- 潜江市住房和城市更新局
- 潜江市统计局
- 潜江市城市管理执法局
- 潜江市政务服务和大数据管理局
- 潜江市市场监督管理局
- 潜江市审计局
- 潜江市应急管理局
- 潜江市退役军人事务局
- 潜江市卫生健康委员会
- 潜江市商务局
- 潜江市司法局
- 潜江市农业农村局
- 潜江市水利和湖泊局
- 潜江市交通运输局
- 潜江市人力资源和社会保障局
- 潜江市财政局
- 潜江市民政局
- 潜江市公安局
- 潜江市经济和信息化局
- 潜江市教育局
- 潜江市发展和改革委员会